# Potamogeton undulatus
Potamogeton undulatus är en nateväxtart som först beskrevs av Wolfg., Schult. och Schult. f. (pro. sp.  Potamogeton undulatus ingår i släktet natar, och familjen nateväxter. Inga underarter finns listade.